# Vjetrenica
Vjetrenica (qui peut se traduire par grotte du vent ou trou souffleur) est la plus grande grotte de Bosnie-Herzégovine. Elle est aménagée pour le tourisme et contient une grande diversité d'espèces cavernicoles.

## Description
Vjetrenica se trouve près du village de Zavala (en serbe cyrillique : Завала), dans la municipalité de Ravno, canton d'Herzégovine-Neretva, dans le Sud de l'Herzégovine en fédération de Bosnie-et-Herzégovine (l'une des trois entités du pays).

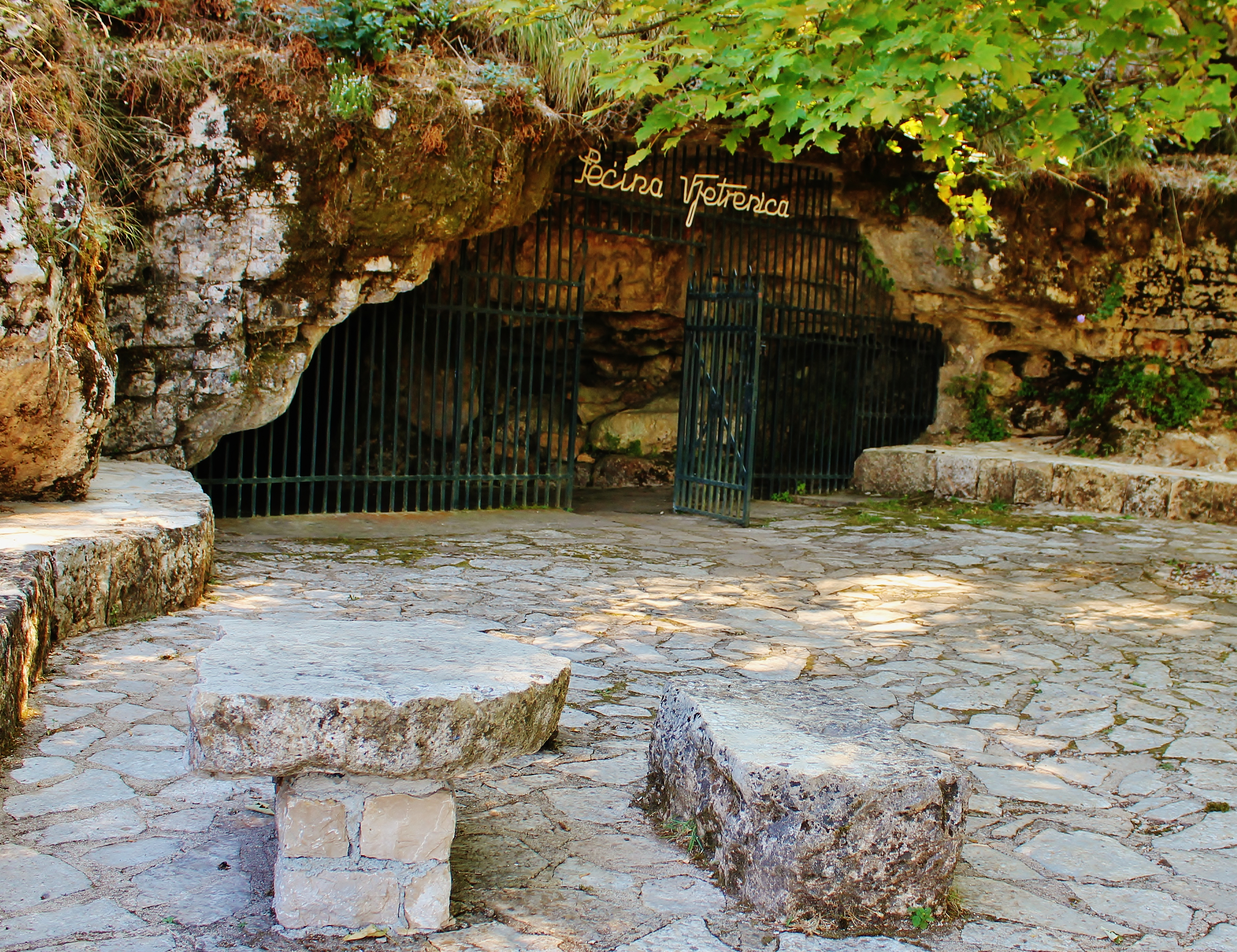
Entrée de la grotte touristique de Vjetrenica

Vjetrenica est une grotte de la chaîne de montagne des Alpes dinariques qui est remarquable pour ses phénomènes karstiques. Dans les périodes chaudes de l'année, un fort courant d'air froid souffle à partir de son entrée, qui contraste avec la chaleur et la sécheresse du terrain rocheux environnant.
La grotte a été explorée et décrite sur environ 6,3 km de longueur. Sa galerie principale se développe sur environ 2,47 km de long, à partir de la pointe du poljé de Popovo, au sud. Sur la base de l'analyse du terrain, les géologues ont émis l'hypothèse que cette galerie pourrait aller jusqu'à la mer Adriatique en traversant la bande littorale appartenant à la Croatie, à 15–20 km à partir de son entrée. Cette hypothèse n'a pu être vérifiée à cause d'un énorme éboulis qui bloque brutalement la progression.

## Biospéologie
Vjetrenica possède une grande biodiversité souterraine ; parmi près de deux cents espèces différentes qui ont été recensées dans la cavité, 91 sont troglodytes, et environ 37 ont été découvertes et décrites pour la première fois à Vjetrenica (locus typicus). Plusieurs de ces espèces sont pratiquement endémiques.

## Protection
La grotte est inscrite en juillet 2024 sur la liste du patrimoine mondial par l'UNESCO sous le nom « Grotte de Vjetrenica, Ravno ».